# Le Val-d'Esnoms
Le Val-d'Esnoms è un comune francese di 389 abitanti situato nel dipartimento dell'Alta Marna nella regione del Grand Est.

## Società

### Evoluzione demografica
Abitanti censiti